# Julien Peudecoeur
Julien Peudecoeur (Pont-à-Mousson, 7 dicembre 1981) è un canottiere francese.

## Biografia
La sua squadra di club è stata il SN Pont-à-Mousson.
Ha rappresentato la Francia ai Giochi olimpici estivi di Atene 2004 classificandosi 6º nell'otto, con Donatien Mortelette, Bastien Ripoll, Bastien Gallet, Jean-Baptiste Macquet, Anthony Perrot, Jean-David Bernard, Laurent Cadot e Christophe Lattaignant.